# Posht Shīrān
Posht Shīrān (persiska: پشت شیران, Posht-e Shīrān, Poshteh Shīrān) är en ort i Iran.   Den ligger i provinsen Kerman, i den östra delen av landet, 800 km sydost om huvudstaden Teheran. Posht Shīrān ligger 1 920 meter över havet och antalet invånare är 159.
Terrängen runt Posht Shīrān är kuperad söderut, men norrut är den bergig. Posht Shīrān ligger nere i en dal. Runt Posht Shīrān är det glesbefolkat, med 13 invånare per kvadratkilometer. Närmaste större samhälle är Deh-e Lūlū, 1,8 km norr om Posht Shīrān. Omgivningarna runt Posht Shīrān är i huvudsak ett öppet busklandskap.